# Fabiana Udenio
Fabiana Udenio (Buenos Aires, 21 de diciembre de 1964) es una actriz italo-argentina. Es conocida principalmente por sus papeles como Alotta Fagina en el filme Austin Powers: International Man of Mystery, y como Tally Brunner en la serie de Netflix FUBAR. Ha registrado apariciones en series de televisión como Jane the Virgin, 90210, Wings y Babylon 5, entre otras.

## Primeros años
Fabiana Udenio nació en Buenos Aires, Argentina, de padres italianos. Se mudó a Roma, Italia, donde fue coronada "Miss Teen Italia" a los 13 años. Ese mismo año, Fabiana debutó en el teatro como Miranda en una producción de La Tempestad dirigida por Giorgio Strehler. Comenzó a actuar en cine y televisión en su adolescencia.

## Filmografía destacada

### Cine y televisión
- Passion Flower Hotel (1978) – Gina
- The Warning (1980)
- The Scarlet and the Black  (1983) – Guila Lombardo
- Hardbodies 2 (1986) – Cleo
- Summer School (1987) – Anna-Maria Mazarelli
- Full House (1987) - Adrianna, 1 episodio
- Cheers (1989) - Mucama, 1 episodio
- Bride of Re-Animator (1989) – Francesca Danelli
- Quantum Leap (1990) - Eva Panzini, 1 episodio
- RoboCop 2 (1990) – Mujer en comercial
- Diplomatic Immunity (1991) – Teresa
- Anni 90 (1992) – Daniela
- Journey to the Center of the Earth (1993) – Sandra Miller
- Baywatch (1993) – Lena Fiori, 1 episodio
- Babylon 5 (1994, 1998) – Adira Tyree, 2 episodios
- In the Army Now (1994) – Gabriella
- Wings (1995) – Teresa, 1 episodio
- Austin Powers: International Man of Mystery (1997) – Alotta Fagina
- The Godson (1998) – Don Na
- Amazon (1999-2000) – Pia Claire, personaje principal
- The Wedding Planner (2001) – Anna Bosco
- Slammed (2004) – Natasha
- 90210 (2008–2011) – Atooza Shirazi, 7 episodios
- Jane the Virgin (2015–2016) – Elena Di Nola, 7 episodios
- FUBAR (2023) - Tally, 8 episodios